# Hungerford (Hampshire)
Pour les articles homonymes, voir Hungerford.
Hungerford est un hameau situé dans le parc national de New Forest dans le Hampshire, en Angleterre.

## Vue d'ensemble
La ville la plus proche est Fordingbridge qui se trouve à environ (3,4 km) au nord-ouest du village.
La localité fait partie de la paroisse civile de Hyde, elle est située juste au sud du village de Hyde. 
Avec seulement 11 habitations, Hungerford est le plus petit hameau de la paroisse.
Hungerford se distingue par son aspect de village triangulaire entouré de verdure et ses deux chaumières blanches, une ferme en torchis et un cottage traditionnel.
Une maison de campagne construite en 1927 est située à la limite sud du hameau.